# Joseph Lawson Howze
Joseph Lawson E. Howze (ur. 30 sierpnia 1923 w Daphne, zm. 9 stycznia 2019 w Ocean Springs) – afroamerykański duchowny katolicki, w latach 1977–2001 ordynariusz Biloxi.

## Życiorys
Urodził się jako Lawson E. Howze. Był najstarszy z czwórki rodzeństwa. Jego matka zmarła gdy miał pięć lat. Dorastał w sąsiedztwie katolików i będąc pod ich wpływem postanowił dokonać konwersji. Wiarę katolicką przyjął w roku 1948 i przybrał imię Joseph. Początkowo planował zostać lekarzem, przykładał się więc do nauki przedmiotów ścisłych. Od roku 1952 był nauczycielem tychże przedmiotów w Tulsa w Oklahomie. Czując w sobie powołanie do kapłaństwa, wstąpił do Seminarium Duchownego Chrystusa Króla w Nowym Jorku. Święcenia kapłańskie otrzymał 7 maja 1959 i został inkardynowany do diecezji Raleigh w Karolinie Północnej. Służył jako proboszcz w Asheville.
8 listopada 1972 otrzymał nominację na biskupa pomocniczego diecezji Natchez-Jackson w stanie Missisipi ze stolicą tytularną Maxita. Sakry udzielił mu ówczesny delegat apostolski do USA Luigi Raimondi. Po utworzeniu, w dniu 1 marca 1977 roku, nowej diecezji Biloxi, wyodrębnionej z diecezji Natchez-Jackson, bp. Howze’ego mianowano jej pierwszym ordynariuszem. Był on pierwszym dwudziestowiecznym czarnoskórym biskupem amerykańskim, który stanął na czele diecezji. Na emeryturę przeszedł 6 czerwca 2001 roku.